# Velem
Velem (em alemão: Sankt Veit) é um município da Hungria, situado no condado de Vas. Tem 8,61 km² de área e sua população em 2015 foi estimada em 337 habitantes.